# Chrpa horská
Chrpa horská (Centaurea montana) je rod rostlin patřící do čeledě hvězdnicovité (Asteraceae). Řadí se mezi vytrvalé byliny s větveným oddenkem a tuhými vřetenovitými kořeny.

## Synonyma
Cyanus montanus

## Rozšíření
Chrpa je alpského původu, ale rozšířila se do horských oblastí od Španělska přes Francii a Německo po střední Evropu. V ČR původní pouze v podhůří Šumavy a Novohradských hor.

## Význam
Chrpa horská je v ČR hojně využívána jako okrasná rostlina. Stala se oblíbenou u zahrádkářů v podhorských a horských oblastech. Je vhodná do volných výsadeb a v malebných kompozicích do krajinářských parků. Chrpa horská patří mezi silně ohrožené druhy naší květeny, a proto je chráněna zákonem.

## Charakteristika
Lodyha je na bázi přímá nebo vystoupavá, jednoduchá nebo může být chudě větvená. Listy mají celistvý tvar, ve spodní části rostliny nevýrazně řapíkaté a v horní části přisedlé, alespoň krátce sbíhavé a všechny jsou pavučinatě plstnaté až olysalé. Chrpa má květenství úbor. Úbory jsou jednotlivé na konci lodyhy a větví. Zákrov se skládá z více řad a jeho listeny mají přívěsek s tmavě hnědým až černým lemem. přívěsky vybíhají v třásně, které jsou krátké a nepravidelně zubaté. Plody se nazývají nažky. Jejich tvar je obvejcovitě až válcovitě elipsoidní, mající světle hnědou barvu a nesoucí jemné chlupy. Kvete od června do srpna.

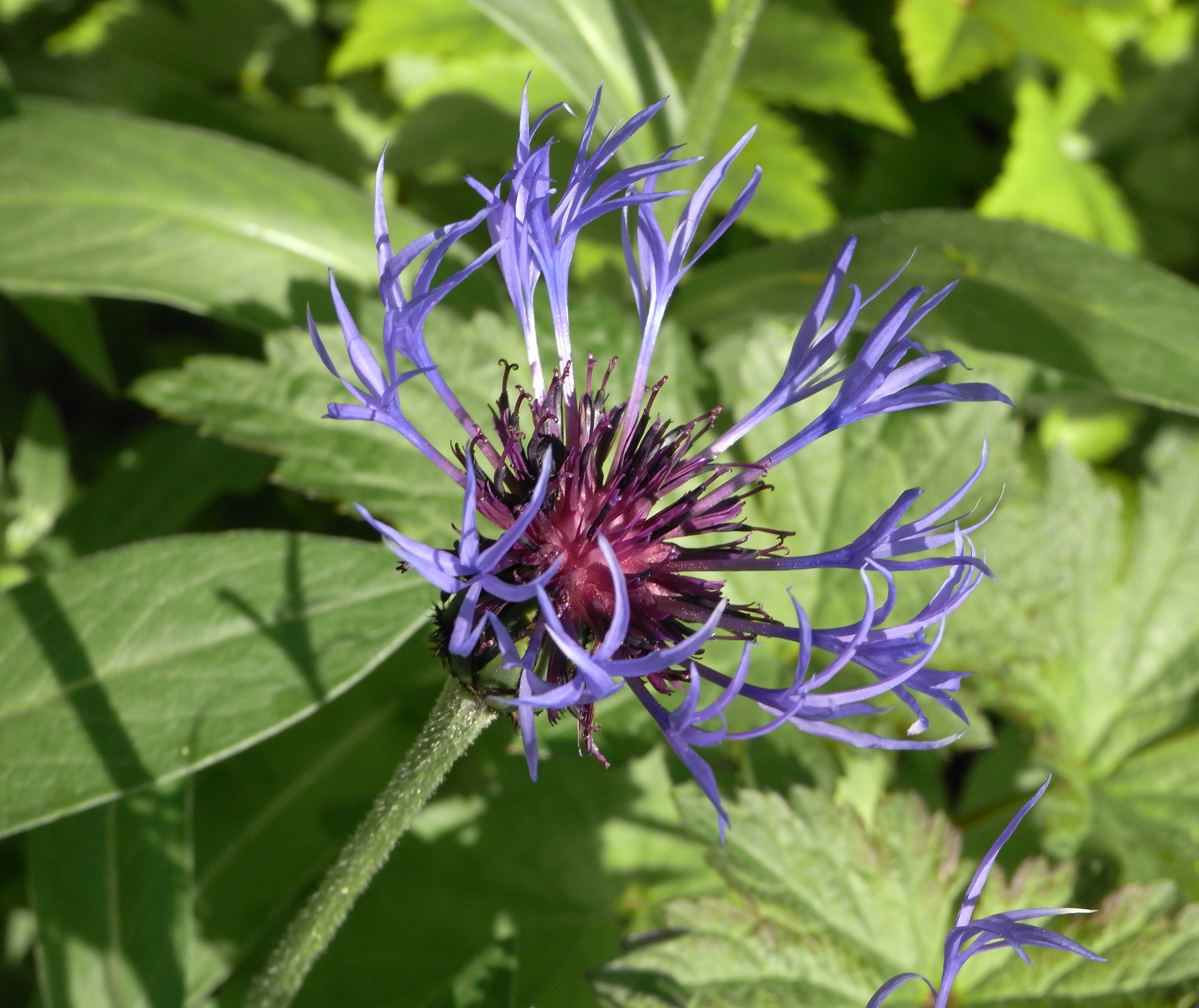
Centaurea montana

## Využití
Podle lidové medicíny má chrpa horská léčebné účinky. Působí:
- proti kašli
- jako diuretikum
- jako projímadlo
- jako tonikum (posiluje tělo obecně)
- reguluje menstruaci[2]

## Nároky
Při pěstování v mírném pásmu (ČR) roste na slunci i v polostínu. Vhodná je propustná půda, ale nevadí jí i těžký jíl. Rostlina dobře roste v kyselé, neutrální nebo velmi alkalické půdě, která může být suchá, ale ne podmáčená. Prostřednictvím samovýsevu se chrpa horská snadno šíří na nová místa.

## Poddruhy
- chrpa horská pravá (Cyanus montanus subsp. montanus) – výskyt na vlhkých stanovištích, horské louky, roztroušená
- chrpa horská měkká (Cyanus montanus subsp. mollis) – výskyt na vlhkých stanovištích, živinami bohaté půdy, horské louky, východní Morava[1]